# Hydroptila rheni
Hydroptila rheni is een schietmot uit de familie Hydroptilidae. De soort komt voor in het Palearctisch gebied.